# 塚田農場

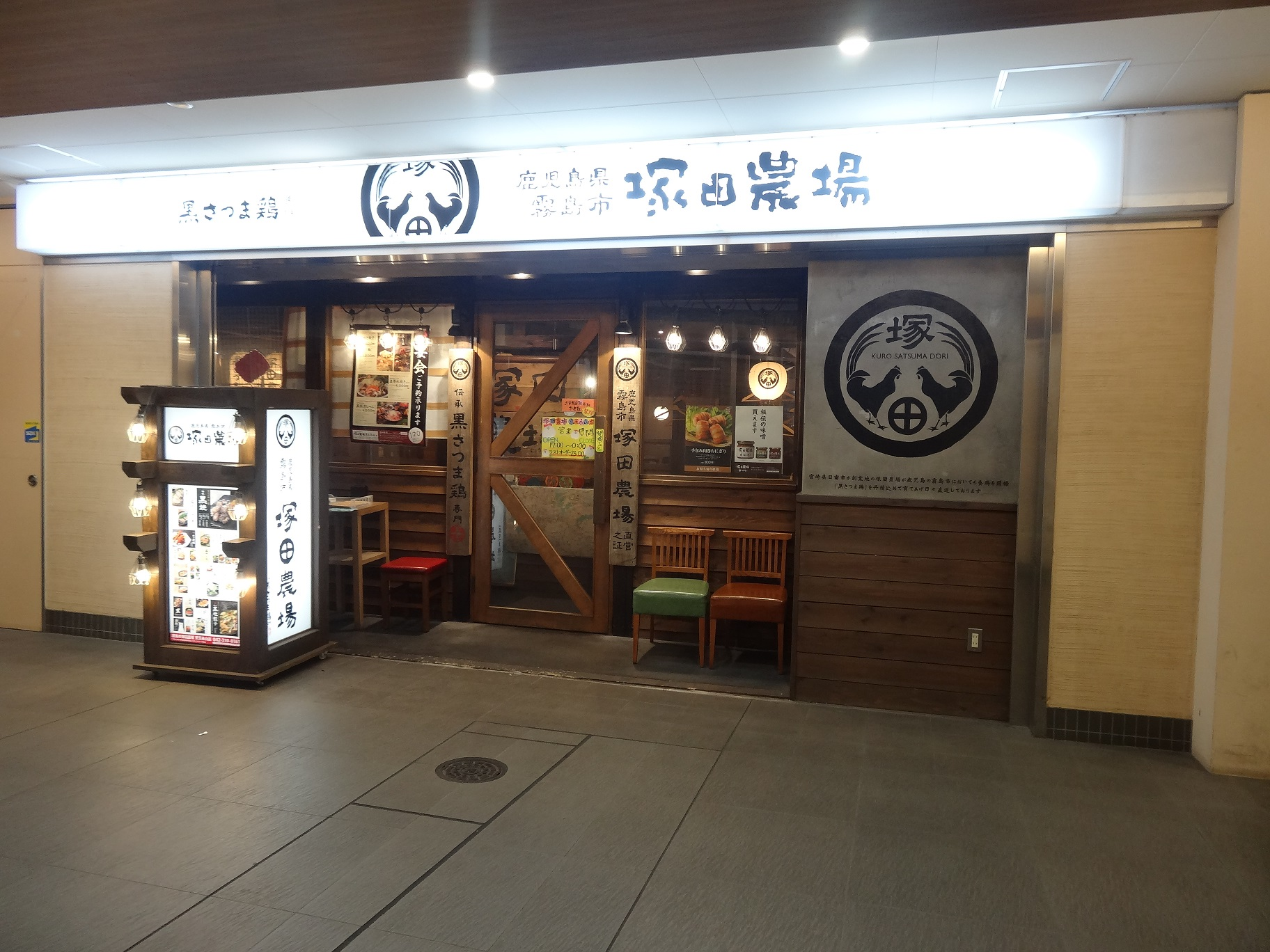
店舗外観

塚田農場（つかだのうじょう）は、株式会社エー・ピーカンパニーが運営する地鶏居酒屋チェーンであり、主に首都圏と関西地方で展開している。
『宮崎県日南市 塚田農場』『鹿児島県霧島市 塚田農場 』『北海道シントク町 塚田農場』の3業態がある。

## 概要
宮崎県のみやざき地頭鶏を使用した『宮崎県日南市 塚田農場』、『宮崎県日向市 塚田農場』、鹿児島県の黒さつま鶏を使用した『鹿児島県霧島市 塚田農場』、北海道の新得地鶏を使用した『北海道シントク町 塚田農場』 などのブランドを持つ。自社、提携農家で育てた地鶏の100％を使用していることが特徴。
2007年に東京都八王子市に1号店オープン。2011年『十勝新得町塚田農場』ブランドでの展開スタート。2012年『鹿児島県霧島市 塚田農場』ブランドでの展開スタート。同年10月シンガポールで鍋専門店『TSUKADA NOJO』をオープン。2014年東京都港区西新橋に鴨そばを提供する『鴨そば塚田農場』をオープン し、2015年からは山形県の最上鴨を使用した店としてリニューアルしている。
46ヶ月連続で前年同月を下回っている塚田農場は、2018年3月に佐藤可士和氏の協力を得て、中目黒に地頭鶏（じとっこ）を使用した新ブランド「焼鳥つかだ」をオープンさせた。

## 接客
接客において様々な独自施策を行っている。具体的には「来客1人に対し400円までの範囲で、店員が自分で考えたサービスが行える」という権限委譲を行っており、社内では通称「ジャブ」と呼ばれている。「ジャブ」には全店共通のものから店員独自のものまで様々なものがあるが、社内で「ジャブ」をまとめたポータルサイトを運営しており、日々新しい「ジャブ」が投稿されている。
接客の代表的な仕組みとして「名刺システム」があり、来店1回目で「主任」、2回目で「課長」、5回目で「部長」と肩書が上がっていく。実際は来店ポイントサービスシステムを変形させたに過ぎないが、名刺と肩書をリンクさせることによって顧客満足度を高めることを狙っている。他にも主なものに「料理の皿にマヨネーズやチョコレートなどでメッセージを書く」「特製味噌をタッパーに入れてプレゼントし、次回以降の来店時にタッパーを持って行くと補充してくれる」などの施策がある。

## 不祥事
2019年3月1日、消費者庁は塚田農場、じとっこ組合を展開する株式会社エー・ピーカンパニーに対し、タイ産のブロイラーを使った一部商品のメニュー表記において「地鶏」と不当表示したとして、景品表示法第8条第1項（優良誤認表示）の規定に基づき、約980万円の課徴金納付を命じた。
塚田農場では2017年4月以降、チキン南蛮、月見つくね、塩つくね、および椎茸つくね南蛮のメニューに「地鶏一筋」と記載していたが、実際はタイ産のブロイラーなどだった。対象商品の売上は3億円超に上ったとしており、同社は「再発防止に努める」としている。
なお、この件はフジテレビの「バイキング (テレビ番組)」でも取り上げられ、宮崎県が株式会社エー・ピーカンパニーを推奨することを決めた当時の知事である東国原英夫が番組内で謝罪をした。また、河野俊嗣知事も「大変残念」と苦言を述べた。

## テレビ番組
- 日経スペシャル カンブリア宮殿 "漁業を営む居酒屋"現わる！ 生産者も幸せにする新・外食企業（2011年9月15日、テレビ東京）[21]